# Bing Maps
Bing Maps (früher unter den Bezeichnungen Windows Live Maps, Windows Live Local und Live Search Maps) ist ein Online-Kartendienst von Microsoft, durch den sich verschiedene raumbezogene Daten betrachten und raumbezogene Dienste nutzen lassen. Es handelt sich um eine Weiterentwicklung des MSN Virtual Earth und ist Teil der Suchmaschine Bing.
Die Daten und Dienste werden durch die Bing-Maps-for-Enterprise-Plattform zur Verfügung gestellt. Das kostenlose Internetangebot von Landkarten schließt Satellitenbilder und Luftbilder ein.

## Beschreibung
In Bing Maps lassen sich kostenlos Karten, Luftbilder und Satellitenbilder betrachten. Eine Besonderheit gegenüber anderen Internet-Kartendiensten wie Yahoo Maps sind Schrägluftbilder aus der Vogelperspektive, die meist aber nur von urbanen Gebieten verfügbar sind. Außerdem stehen für verschiedene Städte 3D-Modelle zur Verfügung, die sich nach Installation eines Plugins im Browser in 3D betrachten lassen. Neben den bereitgestellten Daten lassen sich verschiedene Dienste nutzen, unter anderem zur Ortssuche und Routenplanung.

## Entwicklung und Historie
Seit dem 8. November 2006 hat Microsoft eine 3D-Version freigeschaltet. Dabei sind für ausgewählte Städte in den USA ebenso wie auch beim Wettbewerber Google Earth die Gebäude texturiert.
Seit Februar 2007 sind hochaufgelöste Luftbilder aus der Vogelperspektive von 58 deutschen Städten verfügbar, diese wurden im Sommer 2006 von Kleinflugzeugen aus aufgenommen. Die ursprünglich an der TU Graz entwickelte Technologie dafür stammt von der Vexcel Corporation, einem vom österreichischen Univ.-Prof. Franz W. Leberl gegründeten Unternehmen spezialisiert auf Luftbildverarbeitung, das Microsoft im Mai 2006 übernahm. Seit dem 25. Mai 2007 ist für Deutschland Bildmaterial verfügbar, dessen Auflösung Objekte in der Größe von etwa 1 m erkennen lässt.
Mittels Virtual Earth wurde im September 2007 der bisher geheime geräuscharme Antrieb der U-Boote der Ohio-Klasse der US-Marine enttarnt. Microsoft hatte ein Bild eines U-Bootes, das sich im Trockendock ohne Abdeckung des Antriebes befand, veröffentlicht und damit die bisher geheime Antriebstechnik enttarnt.
Am 1. Juni 2009 führte Microsoft den Internetdienst Bing ein und benannte in der Folge den bisherigen Kartendienst Live Search Maps in Bing Maps um. Grundlage des Dienstes ist nach wie vor die Virtual-Earth-Engine.
Seit Anfang 2012 geht Bing nach und nach dazu über, die in den Luftbildern vorhandenen militärischen Bereiche und auch Flughäfen (Stuttgart) durch Verpixelung unkenntlich zu machen.

## Bing Streetside
Bing Streetside ist ein Pendant zu Google Street View. Enthalten sind vorwiegend Aufnahmen aus den USA, Kanada sowie eine kleine Auswahl von Städten in Frankreich, England oder Spanien.
Zur Weihnachtszeit 2011 wurden Aufnahmen mehrerer deutschen Städte veröffentlicht. Für die Tatsache, dass die Bilder seit Anfang Mai 2012 nicht mehr verfügbar sind, liefert Bing als Begründung nicht näher definierte datenschutzrechtliche Probleme. Bis Mai 2012 waren die Städte München, Augsburg, Ingolstadt, Nürnberg, Stuttgart, Karlsruhe, Pforzheim, Heidelberg, Mannheim, Darmstadt (Aufnahmezeitraum November/Dezember 2011), Frankfurt am Main mit Wiesbaden und Mainz, Düsseldorf, Duisburg und Essen sowie deren nähere Umgebung, Berlin nur teilweise einsehbar. Die Aufnahmen hierfür begannen am 23. Mai 2011.